# Joseph Bonnemain
Joseph Bonnemain, né le 26 juillet 1948 à Barcelone, est un prélat catholique suisse. Il est évêque de Coire depuis 2021.

## Biographie
Joseph Bonnemain naît le 26 juillet 1948 à Barcelone, en Espagne. Après y avoir passé son enfance, il rejoint la Suisse pour faire des études de médecine à l'université de Zurich. Après son diplôme de médecin, il poursuit ses études à Rome en philosophie et en théologie, et obtient son doctorat en droit canonique en 1980. 
Il est ordonné prêtre le 15 août 1978 par Franz König pour la prélature personnelle de l'Opus Dei. Il officie alors notamment dans le canton de Zurich. En 2003, Amédée Grab le nomme chanoine du Chapitre cathédral.
Le 15 février 2021, il est nommé évêque de Coire,, et est ordonné le 19 mars 2021, fête de la saint Joseph, par Kurt Koch, assisté de Pierre Bürcher et Felix Gmür. Bonnemain renonce à la tradition d’adopter des armoiries ecclésiastiques, déclarant que « le signe de la croix du Christ lui suffisait ». 
Dans une lettre adressée par le cardinal Marc Ouellet au nouvel évêque, il est précisé que, selon le souhait du pape, Bonnemain devrait rester au moins cinq ans en poste, compte tenu de « la complexité de la situation dans le diocèse ».
Dans son premier message adressé au diocèse de Coire, le nouvel évêque a ouvertement évoqué les « tensions, divisions et polarisations » que l’Église ne pouvait plus se permettre. Citant le pape François, Bonnemain a souligné le besoin légitime des fidèles d’espérance et de fraternité, appelant à se concentrer moins sur les questions intra-ecclésiales, y compris sa nomination, et davantage sur les nombreuses souffrances des personnes, exacerbées par la pandémie de Covid-19.
Le 4 décembre 2024, il est élu comme vice-président de la CES pour la période 2025-2027.